# MS Diana
MS Diana – jeden z czterech bliźniaczych masowców zbudowanych dla PŻM w stoczni w Warnie w latach 1995–1998; obecnie pływa pod banderą cypryjską.
Matką chrzestną statku została Wanda Dziewońska-Siudy, radca prawny w Polskiej Żegludze Morskiej. Chrzest statku odbył się nie na pochylni stoczniowej, ale podczas przekazywania statku armatorowi w bułgarskiej Warnie w lipcu 1997 roku.
Do tej serii statków należą również:
- MS Dorine
- MS Delia
- MS Daria